# Vorwerk Kobold

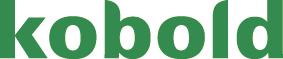

El Vorwerk Kobold, cuya traducción más aproximada desde el alemán es duende, es un aspirador  producido por la empresa alemana Vorwerk. Conocida también por comercializar el robot de cocina Thermomix y otros productos domésticos de alta gama a través de la venta directa a domicilio. Kobold se comercializa en España desde 1973.

## Historia

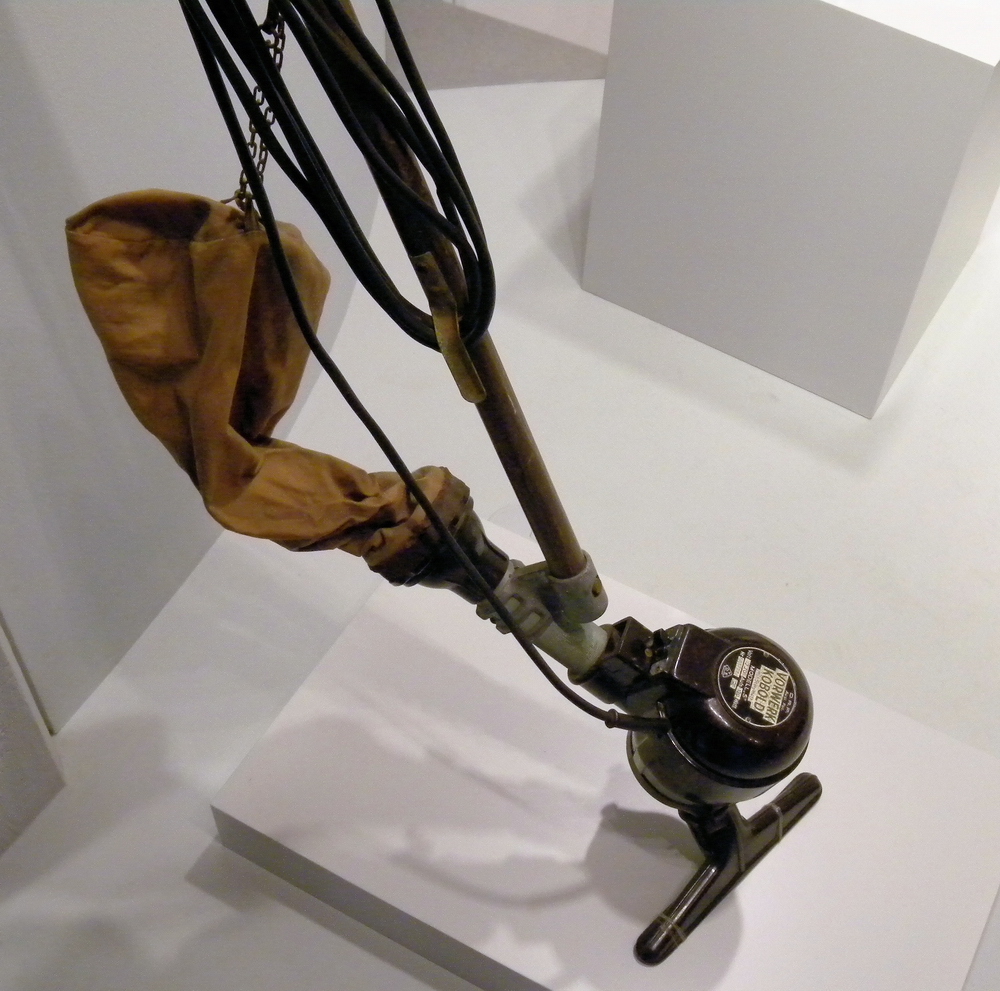
Kobold

A principios del siglo XX la compañía familiar Vorwerk dedicada hasta entonces a la fabricación de alfombras decide ampliar su negocio adquiriendo una partida de gramófonos. La irrupción de la radio, hace que la venta de gramófonos no alcance el éxito esperado. En 1929 el ingeniero jefe Engelbert Gorissen, sacó del engranaje del gramófono algunas pequeñas manivelas y con ellas hizo el corazón de un pequeño aspirador. Un aspirador sencillo formado tan solo por motor, bolsa de polvo y mango. Un invento revolucionario pues hasta entonces los aspiradores eran aparatos monstruosos que debían ser transportados en coches de caballos y manejados por dos hombres.
Desde entonces la marca ha mantenido el nombre, modernizando el producto y comercializando diferentes modelos del mismo.
Los diferentes modelos de Kobold, agrupados por familias,  fabricados hasta hoy son:
- Kobold (original)
- Kobold 116/122
- Kobold 130/131
- Kobold 135/136
- Kobold VK 140
- Kobold VK 150
- Kobold VK 200
- Kobold VB100
- Kobold VK7

## Productos

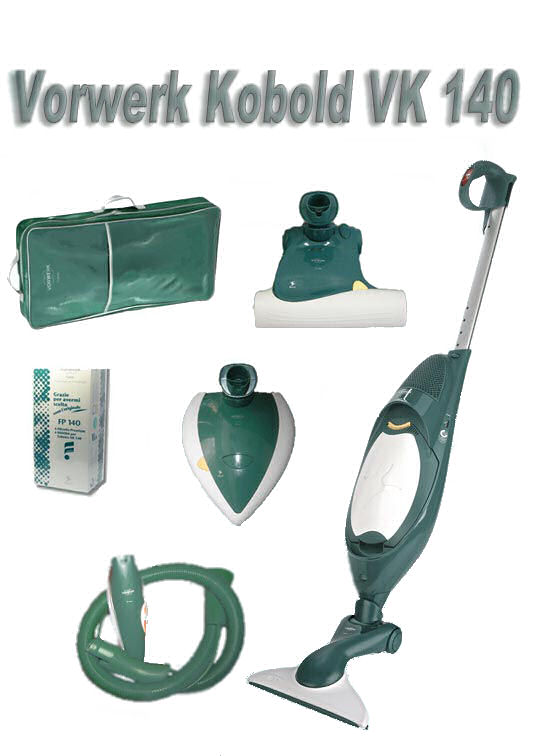
Kobold VK 140

Kobold VK es su producto más conocido en el mercado español y aunque muchos lo conocen como el aspirador de vorwerk o el aspirador de thermomix, es en realidad un sistema de limpieza integral. Con Kobold se puede fregar y aspirar a la vez, aspirar y eliminar los ácaros del colchón, purificar el aire gracias a su sistema de filtrado (que cuenta con el sello TÜV), lavar alfombras en casa sin necesidad de tintorerías y está especialmente indicado para personas con alergias y asma alérgico.
Kobold VC es el aspirador de mano de Vorwerk y destaca por su extraordinaria potencia y diseño. En 2012 recibió el Product Design Red Dot Award por su innovadora línea que se ajusta al cambio de imagen de marca experimentado por la empresa en 2012 y que culminará en 2013.

### Aspirador robótico

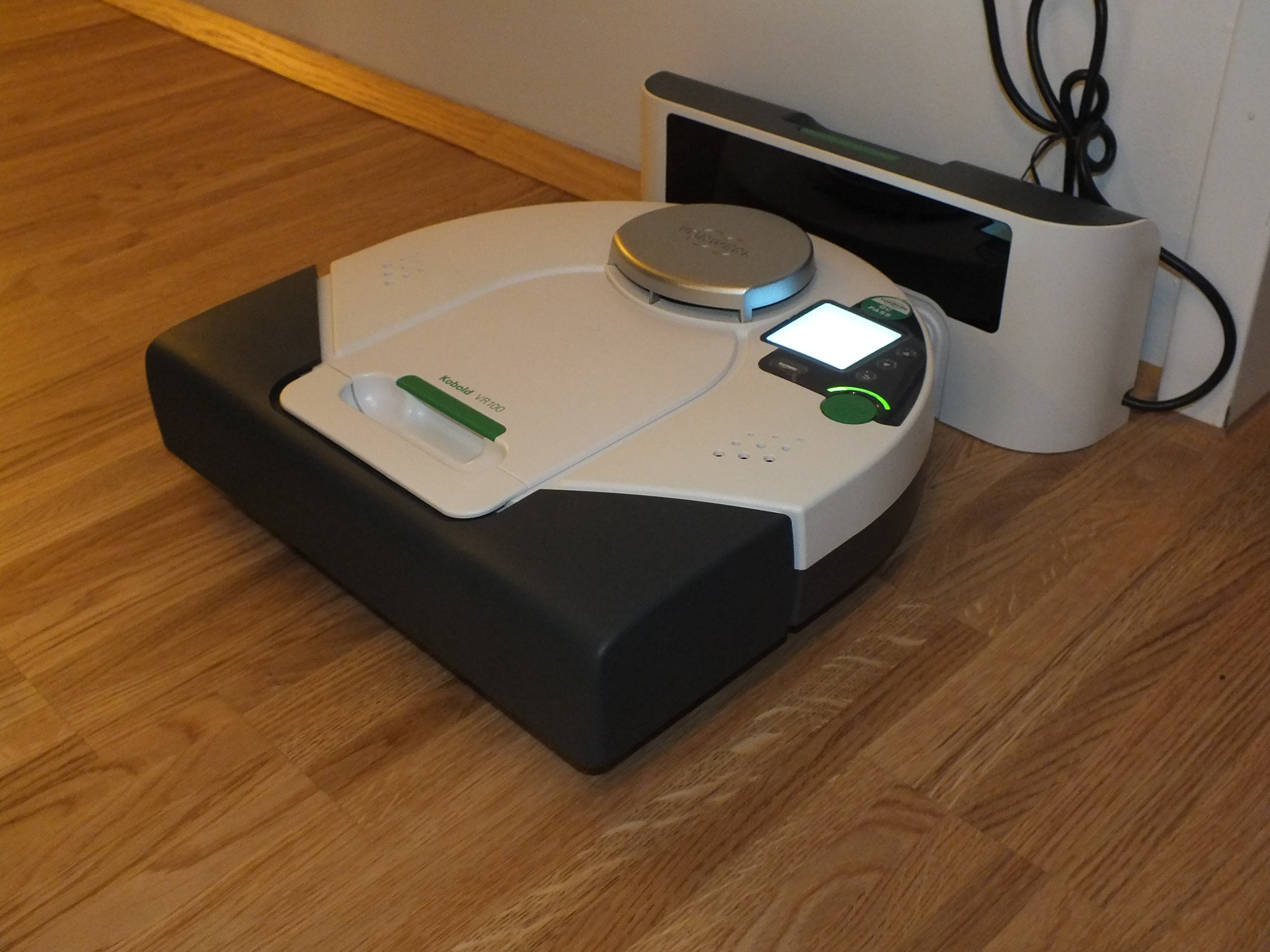
Kobold VR 100

Kobold VR 100 es un robot de limpieza, categoría más conocida como aspiradores robots y que han llegado con fuerza a España. En la actualidad, es un producto que a pesar de la fuerte crisis económica que atraviesa España, continua con un fuerte crecimiento tanto en unidades vendidas como en facturación. Vorwerk, empresa alemana que aplica tecnología puntera ha lanzado en 2012 en Alemania y en 2013 en España su primer modelo de robot aspirador inteligente, el cual ha sido acogido magníficamente por su calidad, potencia de succión y eficacia.